# Loie Fuller
Loie Fuller, właśc. Marie Louise Fuller(ur. 15 stycznia 1862 Hinsdale, zm. 1 stycznia 1928 w Paryżu) – amerykańska aktorka i tancerka, pionier technik tańca współczesnego i oświetlenia scenicznego. Rewolucjonistka w ówczesnym środowisku artystycznym i naukowym. Była choreografem, wynalazcą, iluminatorem artystycznym, pisarką, modelką, producentem. Kobieta, którą podziwiali malarze, rzeźbiarze, filmowcy i naukowcy. Nauczycielka i rywalka wielkiej Isadory Duncan.

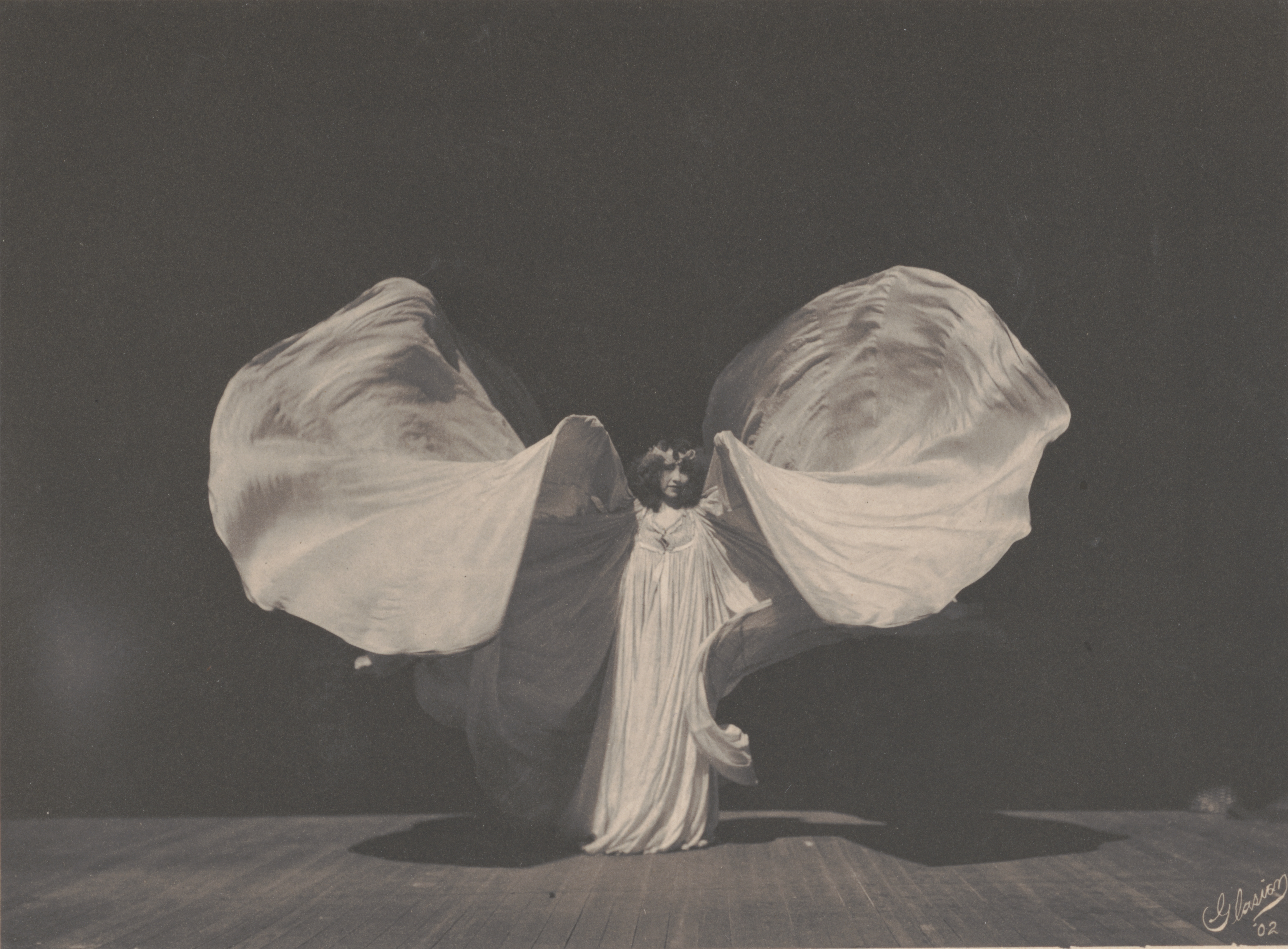
Portret Fuller autorstwa Fredericka Glasiera (1902)

## Kariera
Fuller rozpoczęła karierę teatralną jako profesjonalna aktorka dziecięca w wieku czterech lat, a później tworzyła choreografię i występowała w burlesce, wodewilach i w cyrku. Na początku praktyki w tańcu współczesnym, opracowała własne naturalne techniki ruchu i improwizacji. Na wielu pokazach eksperymentowała z długą spódnicą, układając choreografię jej ruchów i bawiąc się sposobami odbijania światła. W 1891 Fuller połączyła swoją choreografię z jedwabnymi kostiumami oświetlonymi wielokolorowym światłem własnego projektu i stworzyła „taniec serpentyny”.

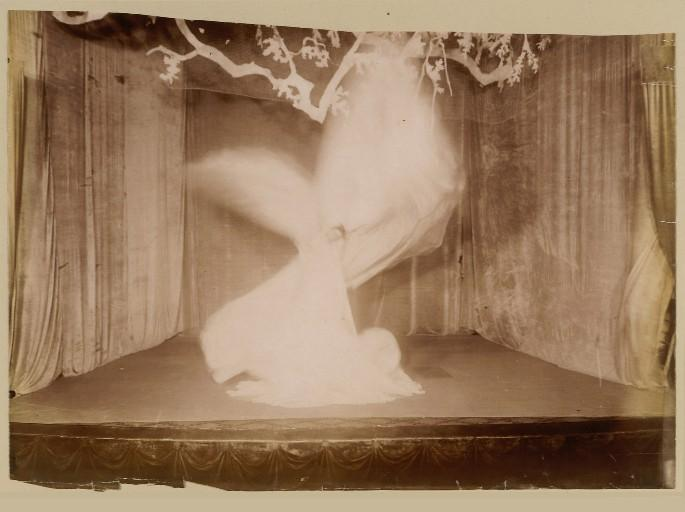
Serpentynowy taniec Loïe Fuller

W nadziei na zdobycie uznania artystycznego, którego nie zdobywała w Ameryce, Fuller wyjechała do Europy w czerwcu 1892. Była jedną z pierwszych amerykańskich tancerzy współczesnych, którzy udali się do Europy w poszukiwaniu uznania. Pełna akceptacja w Paryżu, gdzie stała się sensacją z dnia na dzień, skłoniła Fuller do pozostania we Francji, gdzie stała się jedną z czołowych rewolucjonistek w sztuce. Jej regularna performerka w Folies Bergère z takimi dziełami jak Taniec ognia, Fuller stała się ucieleśnieniem ruchu Art Nouveau i często była utożsamiana z symbolizmem, ponieważ jej praca była postrzegana jako idealna wzajemność między ideą a symbolem. Fuller zaczęła dostosowywać i poszerzać swój kostium i oświetlenie, tak aby stały się głównym elementem jej występu – być może nawet ważniejszym niż sama choreografia, zwłaszcza że długość spódnicy została zwiększona i stała się centralnym punktem, podczas gdy ciało stało się głównie ukryte w głębi tkaniny. Film „Serpentine Dance” z 1896 autorstwa pionierów filmowych Auguste'a i Louisa Lumière daje wskazówkę, jak wyglądał jej występ (nieznana tancerka w filmie jest często błędnie identyfikowana jako sama Fuller; jednak nie ma faktycznego materiału filmowego przedstawiającego taniec Fuller).
Choreografia i osobowość Fuller przyciągnęła uwagę, szacunek i przyjaźń wielu francuskich artystów i naukowców. Byli wśród nich: Jules Cheret, Henri de Toulouse-Lautrec, François-Raoul Larche, Henri-Pierre Roche, Auguste Rodin, Jean-Léon Gérôme, Franz von Stuck, Maurice Denis, Thomas Theodor Heine, Paul-Léon Jazet, Koloman Moser, Demétre Chiparus, Stéphane Mallarmé. Fuller był również członkiem Société astronomique de France (Francuskiego Towarzystwa Astronomicznego). Pomysły na techniki oświetleniowe przyciągnęły tę parę noblistów: Maria Skłodowska-Curie i Pierre Curie. Jej krąg przyjaciół był bardzo zróżnicowany.

## Galeria

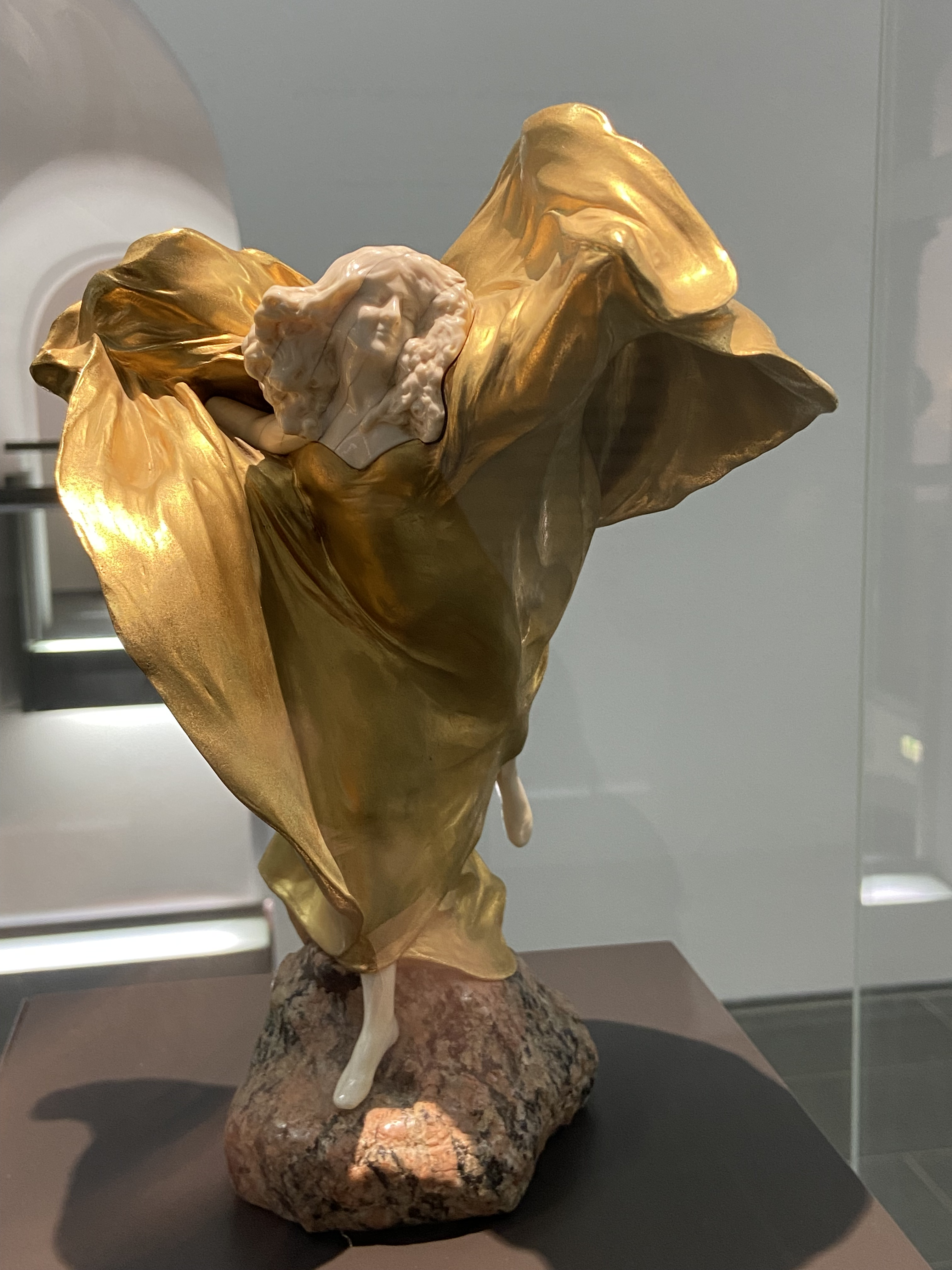
Loie Fuller (1901) – złocony brąz, kość słoniowa, granitowa podstawa – Theodore Louis Auguste Riviere (1857–1912) – Muzeum Wiesbaden w Wiesbaden, Niemcy
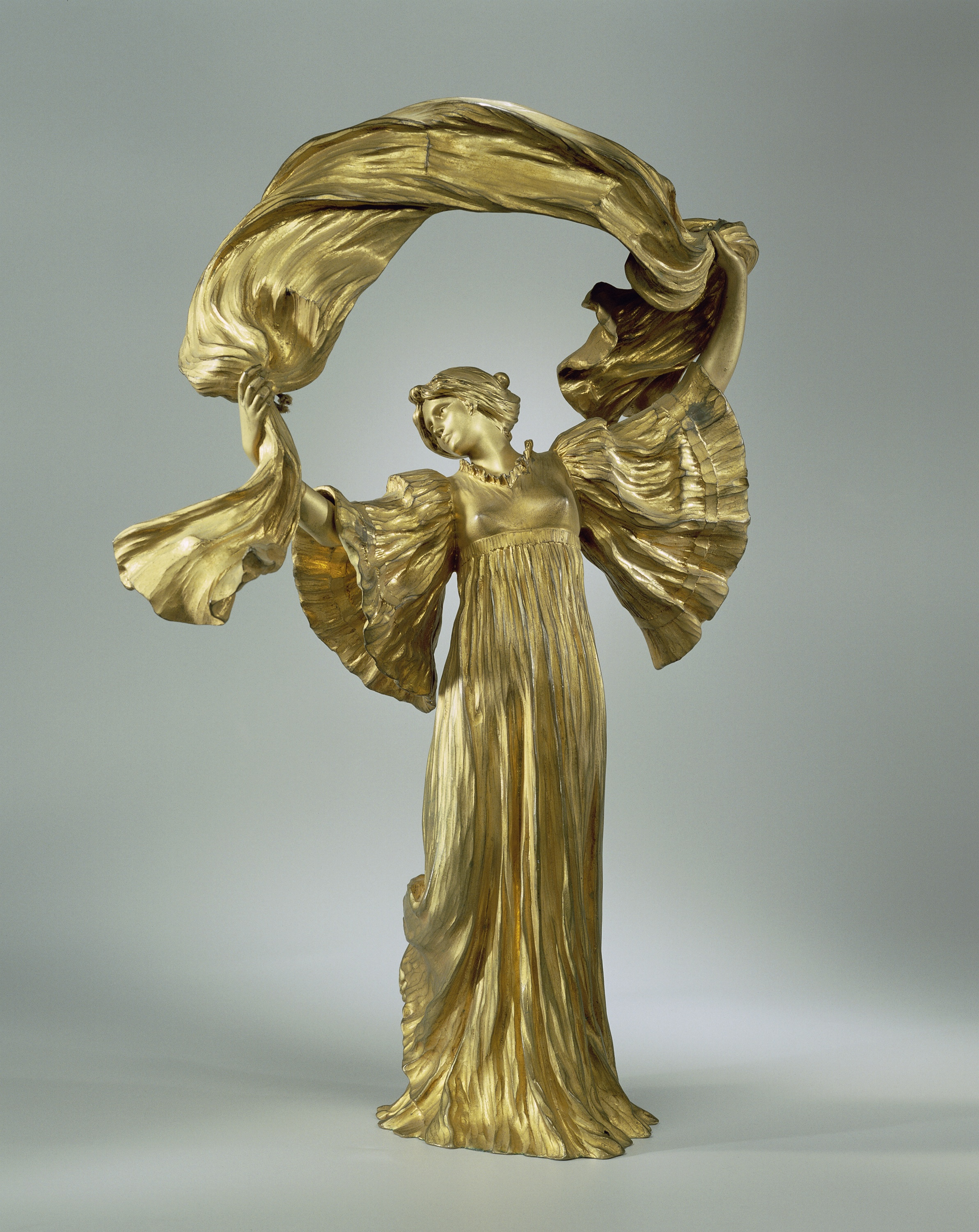
Lampa – Loie Fuller (1900) – złocony brąz – Taniec z szalem – (Agathon Leonard (1841–1923)) – Muzeum Wiesbaden w Wiesbaden
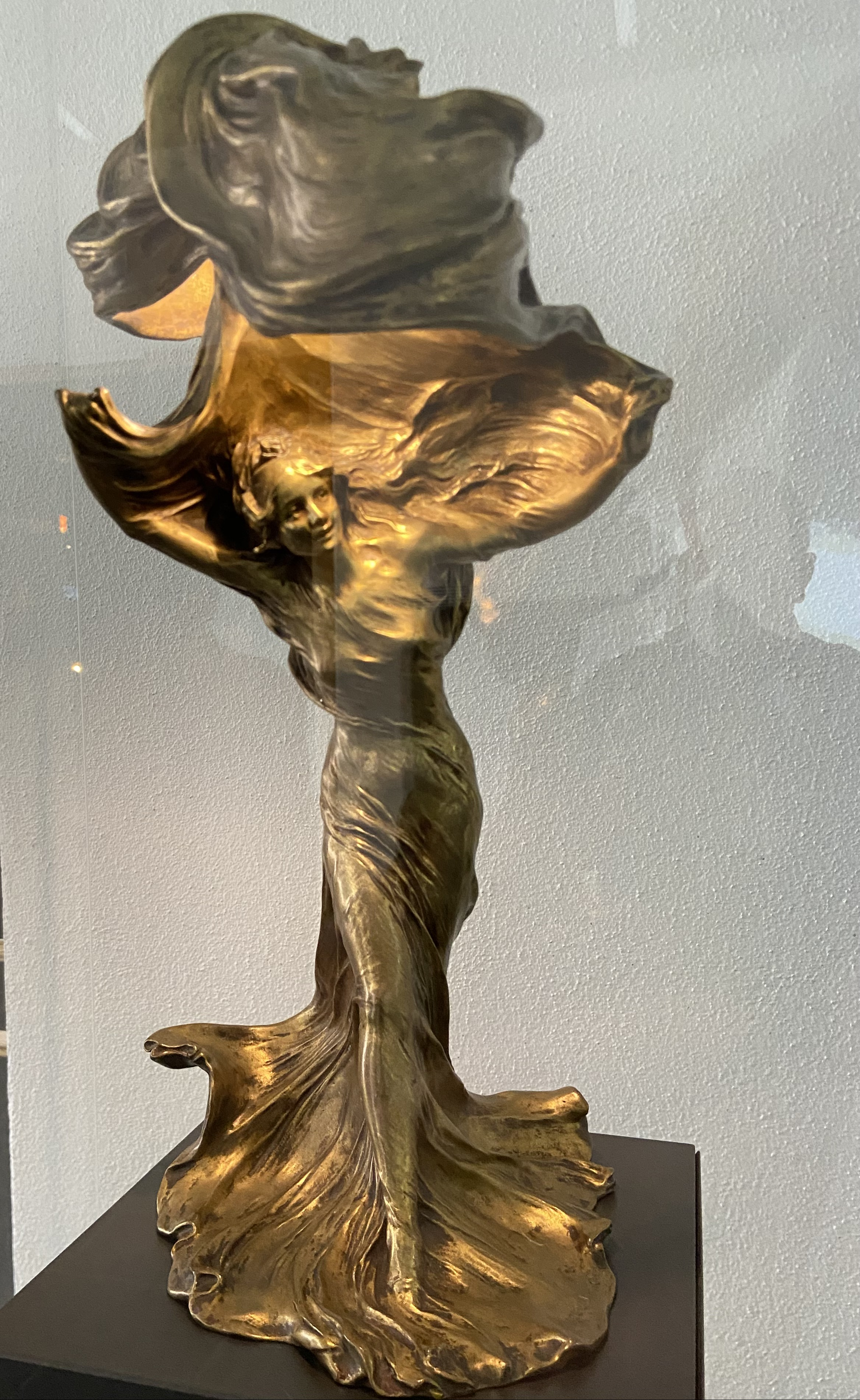
Lampa: Tańcząca Lily (Loie Fuller) – (ok. 1901) – pozłacany brąz – (François-Raoul Larche (1860–1912)) – Muzeum Wiesbaden w Wiesbaden
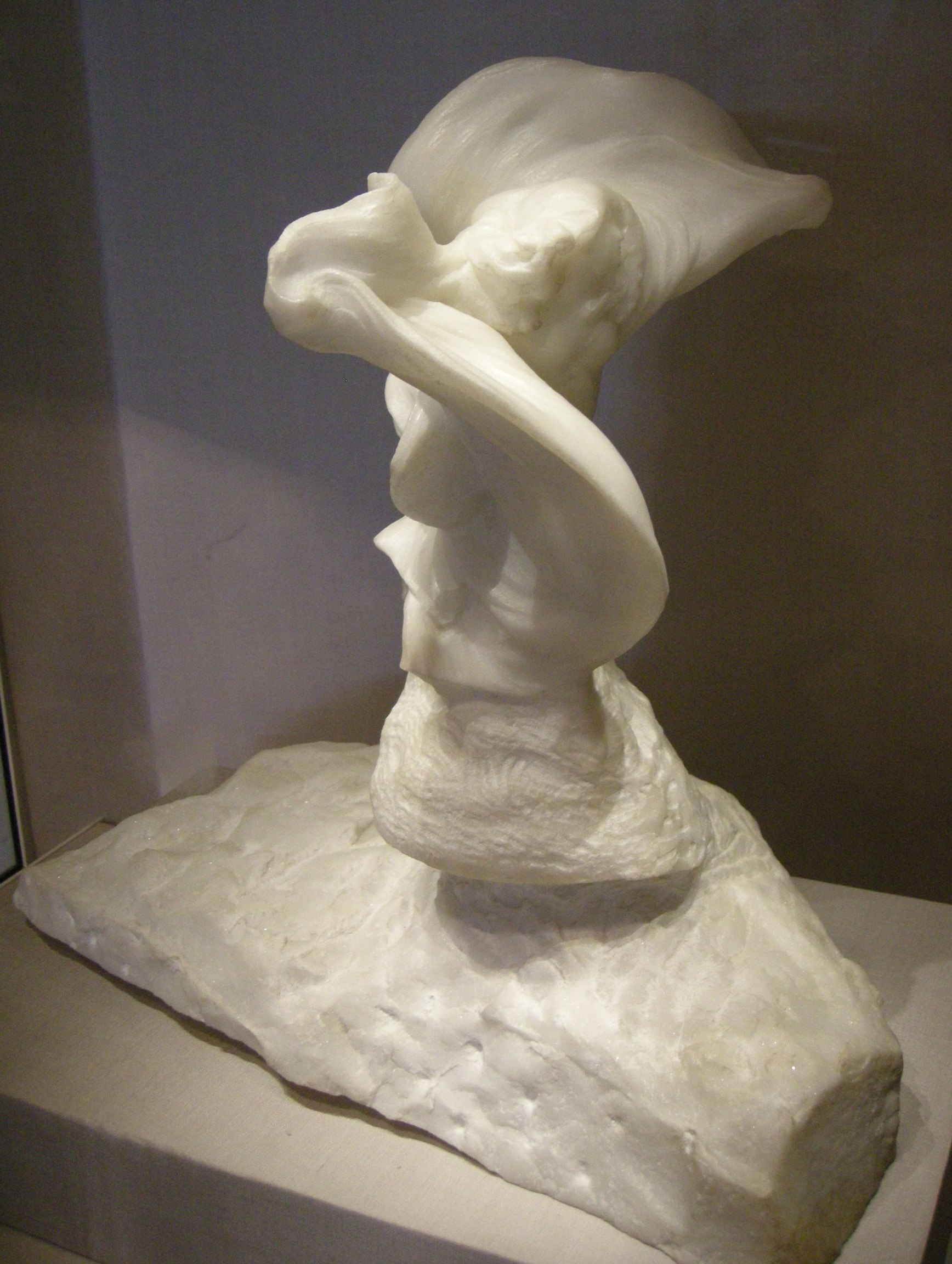
Tańcząca Lily (Loie Fuller) – (ok. 1898) – Theodore Louis Auguste Riviere (1857–1912) – Muzeum California Palace of the Legion of Honor w San Francisco
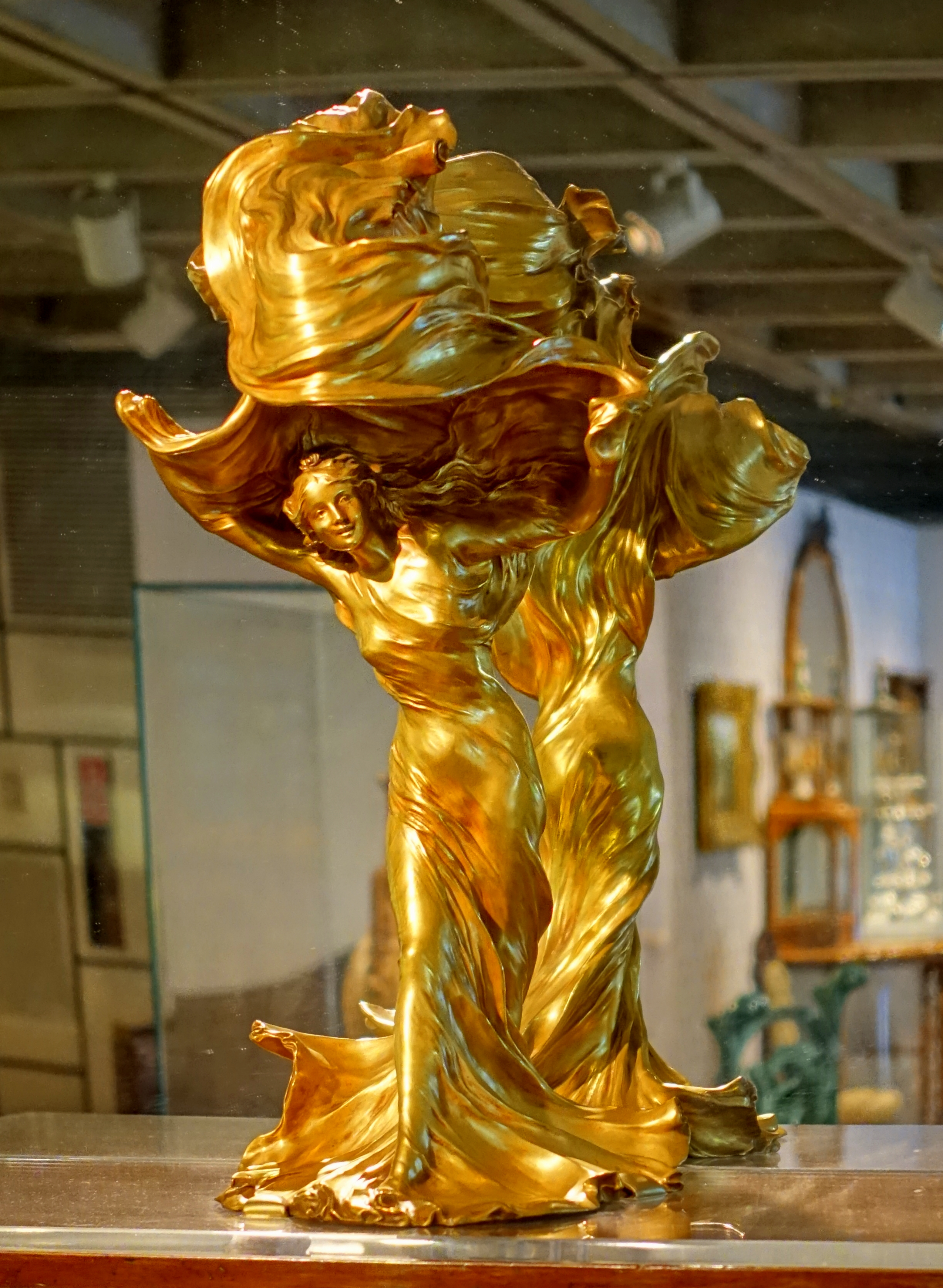
Lampa – Loie Fuller (ok. 1898) – złocony brąz – (François-Raoul Larche (1860–1912)) – Montreal Museum of Fine Arts – Montreal, Kanada
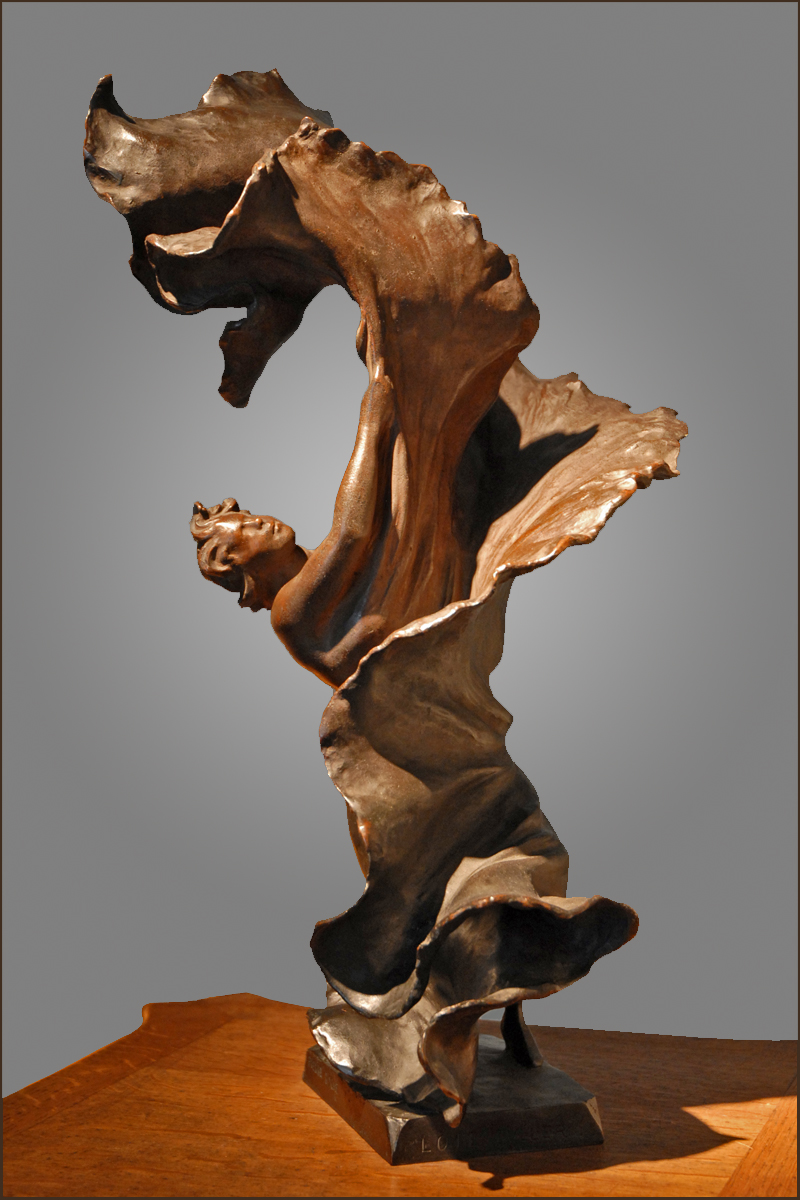
Statuetka Loie Fuller (ok. 1901), brąz, podstawa z czarnego marmuru – Pierre Roche (1855–1922) – Muzeum Les Arts Décoratifs w Paryżu

Fuller posiadała wiele patentów związanych z oświetleniem scenicznym, w tym związkami chemicznymi do tworzenia kolorowego żelu i stosowania soli chemicznych do luminescencyjnego oświetlenia sceny i kostiumów scenicznych.
Wspierała pionierskich wykonawców, takich jak urodzona w Stanach Zjednoczonych tancerka Isadora Duncan. Fuller pomogła Duncan rozpędzić jej europejską karierę w 1902, sponsorując niezależne koncerty w Wiedniu i Budapeszcie.
Fuller od czasu do czasu wracała do Ameryki na występy sceniczne swoich uczniów, ale koniec życia spędziła w Paryżu. Zmarła w wieku 65 lat 1 stycznia 1928 w Paryżu, dwa tygodnie przed swoimi 66. urodzinami. Została skremowana i pochowana w kolumbarium cmentarza Père-Lachaise (miejsce nr. 5382) w Paryżu.